# Zalec
Ne doit pas être confondu avec Žalec.
Zalec est un village de Pologne, située dans le gmina de Mrągowo, dans le powiat de Mrągowo, dans la voïvodie de Varmie-Mazurie.
En 2021, le village compte 207 habitants.